# Amatori Giuoco del Calcio FC
Amatori Giuoco del Calcio FC – włoski klub piłkarski, mający swoją siedzibę w Turynie, na północy kraju.

## Historia
Chronologia nazw:
- 1914: Amatori Giuoco del Calcio FC
- 1921: Amatori Piemonte FC
- 1922: klub rozwiązano

Piłkarski klub Amatori Giuoco del Calcio został założony w Turynie w 1914 roku. W 1914 roku zespół startował w grupie Piemonte Promozione i zdobył awans do Prima Categoria. Z powodu I wojny światowej mistrzostwa zostały zawieszone, a klub brał udział w towarzyskim turnieju Torneo Amatori Giuoco Calcio, który odbył się w Piemoncie w 1916 roku (w finale przegrał z Juventusem). W sezonie 1916/17 był trzecim w Coppa Piemonte.
Po wznowieniu mistrzostw w sezonie 1919/20 debiutował w Prima Categoria, w którym zajął 5.miejsce w grupie A Piemont. W następnym sezonie był szóstym w grupie B Piemonte i  spadł do Seconda Divisione. Potem zmienił nazwę Amatori Piemonte FC. W sezonie 1921/22 zakończył rozgrywki na 5.pozycji w grupie piemontese-valdostan Seconda Divisione, po czym został rozformowany.

## Sukcesy

### Trofea międzynarodowe
Nie uczestniczył w rozgrywkach europejskich (stan na 31-12-2016).

### Trofea krajowe
| \| \| Zdobyte trofea w rozgrywkach Włoch (stan na: 31-05-2017) \| |                                                          |                             |          |
| Rozgrywki                                                         | Osiągnięcie                                              | Razy                        | Sezon(y) |
| · Mistrzostwo                                                     | I miejsce                                                | 0                           |          |
| · Mistrzostwo                                                     | II miejsce                                               | 0                           |          |
| · Mistrzostwo                                                     | III miejsce                                              | 0                           |          |
| · Mistrzostwo                                                     | 1                                                        | 5.miejsce (grupa A Piemont) | 1919/20  |
| · Puchar                                                          | zdobywca                                                 | 0                           |          |
| · Puchar                                                          | finalista                                                | 0                           |          |
| II liga                                                           | I miejsce                                                | 0                           |          |
| II liga                                                           | II miejsce                                               | 0                           |          |
| II liga                                                           | III miejsce                                              | 0                           |          |
| Włochy                                                            | Zdobyte trofea w rozgrywkach Włoch (stan na: 31-05-2017) |                             |          |

## Stadion
Klub rozgrywał swoje mecze domowe na boisku w Turynie.

## Inne
| - Audace Torino - Ginnastica Torino - Internazionale Torino - Juventus F.C. - Pastore Torino | - Piemonte FC - FC Torinese - US Torinese - Torino FC - Vigor Torino |